# Xeno
A Xeno Brandon Hackett science fiction regénye. A mű az Agave Könyvek sorozatában jelent meg 2017-ben, ebben az évben E-könyv formátumban is kiadták.  Az alkotást 2018-ban Zsoldos Péter-díjjal jutalmazták.
A filozófia a sci-fi műfajának sajátja. A művekben megfogalmazott kérdések motívumként szolgálnak, elgondolkodtatják az olvasót vagy nézőt. A leglényegibb probléma a másság, annak elfogadása vagy elutasítása. A Xeno pedig címével is ezt a gondolatot vezeti be.

## Történet
„2117-ben a Föld lakossága tizenötmilliárd fő: ebből hatmilliárd ember, kilencmilliárd idegen fajú, más néven xeno.” A Földet megtámadta és leigázta egy agresszív idegen faj: a migrátorok. Később emberek millióit arra kényszerítettek, hogy féreglyukakon át más bolygókra települjenek át, míg onnan több milliárd idegen lényt: firkákat, hidrákat, ostorosokat költöztettek a Földre.
Dr. Olga Ballard xenológus, aki az idegen lényeket és kultúrákat tanulmányozza. Váratlanul egy veszélyes küldetés vár rá, ennek sikere nemcsak az emberiség számára fontos, hanem a vele kapcsolatban álló másik három faj jövőjét is alapvetően befolyásolja.

## Szereplők
- Dr. Olga Ballard, xenológus
- Mark Ballard, mérnök, katonatiszt, politikus
- Anett Ballard, szónok[2]
- Vanessa Elson, a Föld 5. leggazdagabb embere
- Morris Korda, műveleti parancsnok
- Daniel Kim Wong, Xeno-Wars világbajnok
- Rey Wei, Xeno-Wars játékos
- Pirkolarni, firka vezető
- Nyikau, firka szabadművész, űrpilóta
- Áramlati Kék, hidra vezető
- Örvényes Hínárevő, hidra vezető
- Marie Gaugain, az FVSZ[3] elnöknője

## Értékelések
Egyszerre egy migráció kérdésével foglalkozó, ötletes társadalmi sci-fi és egy bitang erős, érzelmileg nagyon is megterhelő családregény: mindkét komponens önmagában is érdemes lehetne olvasásra, de így együtt szerintem az elmúlt évtized legjobb magyar science fiction regényét adják ki.
A Xeno az év (sőt, az utóbbi évek) legjobb magyar sci-fije, és nemzetközi viszonylatban is simán a legjobbak között van. Érdemes feldobni a karácsonyi kívánságlistára, vagy beszerezni sci-fi kedvelő ismerősöknek, ritka az ennyire elgondolkodtató és sokáig emlékezetes regény.
Az idegenség rétegzett megjelenítése szempontjából valószínűleg az idegen néven írt Xeno a legjelentősebb magyar sci-fi, mely az összemberi távlat miatt a migráció korszaka után is aktuális marad.